# Cantone di Salernes
Il Cantone di Salernes era una divisione amministrativa dell'arrondissement di Draguignan.
È stato soppresso a seguito della riforma complessiva dei cantoni del 2014, che è entrata in vigore con le elezioni dipartimentali del 2015.
Comprendeva i comuni di:
- Salernes
- Tourtour
- Villecroze